# Heubach
Heubach település Németországban, azon belül Baden-Württembergben. Lakosainak száma 10 105 fő (2023. december 31.).

## Népesség
A település népessége az elmúlt években az alábbi módon változott:
| Lakosok száma | 7840 | 9744 | 9772 | 9774 | 9892 | 10 063 | 10 105 |
|               | 1975 | 2015 | 2017 | 2019 | 2021 | 2022   | 2023   |